# Stadmania glauca
Stadmania glauca är en kinesträdsväxtart som beskrevs av René Paul Raymond Capuron. Stadmania glauca ingår i släktet Stadmania och familjen kinesträdsväxter. Inga underarter finns listade i Catalogue of Life.